# شش‌ماهی
شُش‌ماهی یا ماهی شش‌دار از ماهی‌های آب شیرین است که توان تنفس در هوا را نیز دارد.
شش‌ماهی‌ها به زیررده دوتَنَفُسیان Dipnoi تعلق دارد و از ماهی‌های استخوان‌داری است که ویژگی‌های باستانی ابتدایی ماهی‌های استخوان‌دار را حفظ کرده که از آن جمله تنفس است. شش‌ماهی‌ها در عین حال ساختارهای ابتدایی گوشتی‌بالگان ازجمله وجود باله‌های گوشتی که اسکلت داخلی آن‌ها به خوبی روییده را نگاه داشته‌اند.
امروزه شش‌ماهی‌ها تنها در آفریقا، آمریکای جنوبی و استرالیا زندگی می‌کنند. با وجودی که ازهم‌گسسته بودن زیستگاه شش‌ماهی‌ها در سه قاره یادشده می‌تواند نشانگر این باشد که پراکنش شش‌ماهی‌ها می‌توانسته در دوران میانه‌زیستی تنها محدود به ابرقاره گوندوانا بوده باشد اما سنگواره‌های یافت‌شده نشان می‌دهد که شش‌ماهی‌ها در دوران‌های کهن در بسیاری از آب‌های شیرین زندگی می‌کرده‌اند و جدایی سه خشکی بزرگ پانگه‌آ، گوندوانا و لوراسیا باعث شده تا بسیاری از گونه‌های آن‌ها منقرض شود.